# Kakinomoto no Hitomaro
Kakinomoto no Hitomaro (柿本人麻呂? o 柿本人麿? - tradotto dal giapponese all'italiano significa "ai piedi dell’albero di Kaki"; 662 circa – 710) è stato un poeta e nobile giapponese del periodo Asuka.

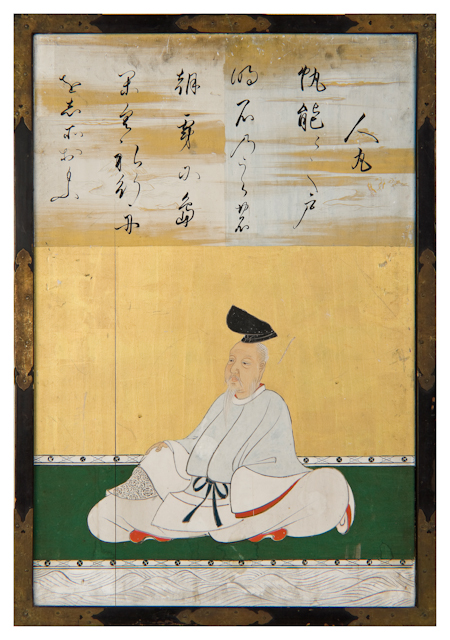
Kakinomoto no Hitomaro (I Trentasei Immortali della Poesia di Kanō Tan'yū)

Fu uno dei maggiori autori inclusi nel Man'yōshū, la più antica antologia (chokusen wakashū) waka, ma a parte ciò che si può ricavare dai suggerimenti nel Man'yōshū, i dettagli della sua vita sono in gran parte incerti. Insieme con Yamabe no Akahito, era chiamato kasei, o grande poeta. Dal periodo Heian in poi, fu spesso chiamato Hito-maru (人丸?). È diventato venerato come un dio della poesia e della cultura, ed è considerato uno dei quattro più grandi poeti della storia giapponese, insieme a Fujiwara no Teika, Sōgi e Bashō. Il suo nome è incluso nella raccolta dei Trentasei Immortali della Poesia.

## Biografia

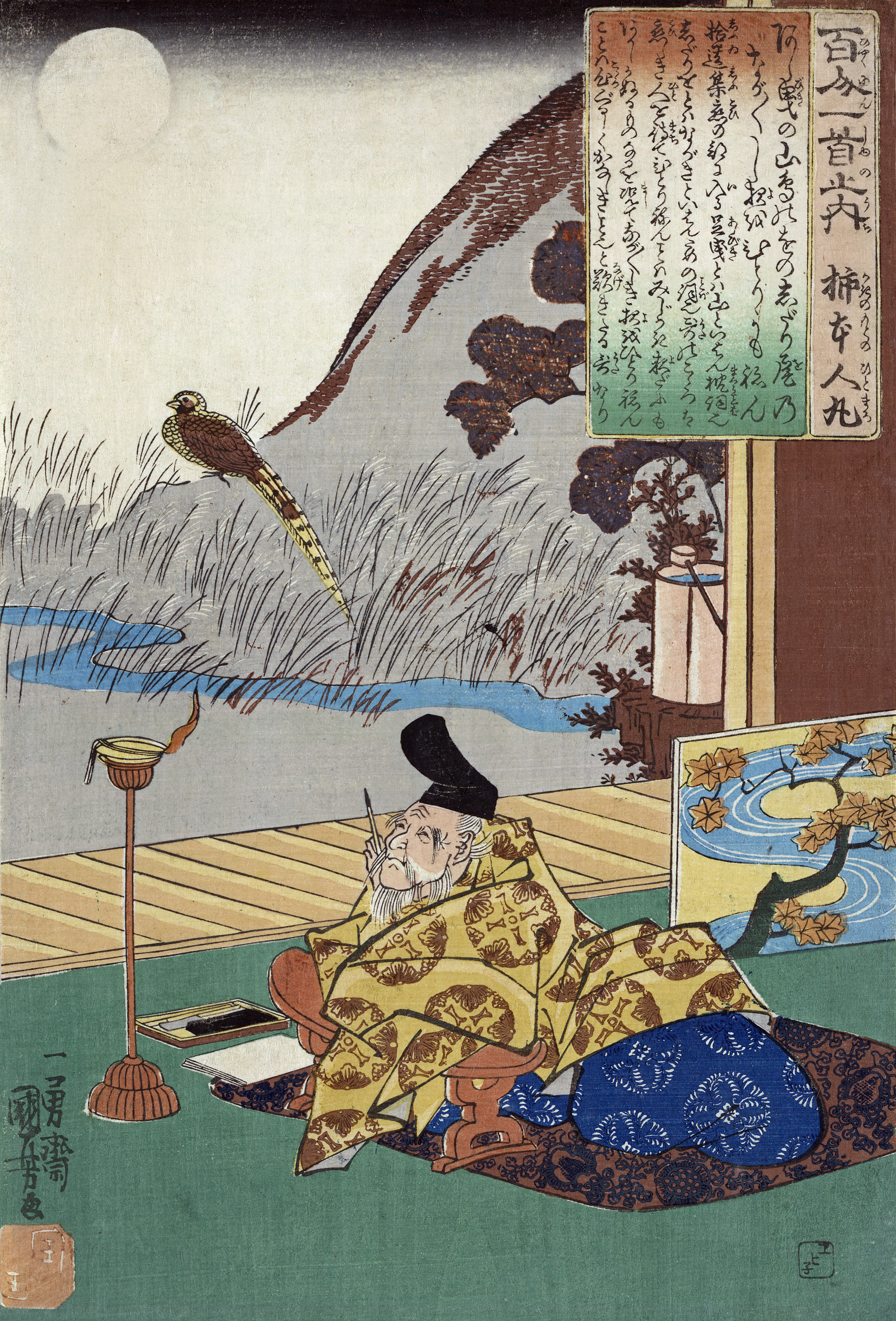
Stampa Ukiyo-e di Utagawa Kuniyoshi che raffigura Kakinomoto no Hitomaro

Molti elementi della sua vita rimangono incerti nonostante la sua fama pubblica. Il suo nome non compare nel Nihon shoki o nello Shoku Nihongi, e tutte le informazioni su di lui provengono dal Man'yōshū.
Hitomaro è nato nel clan Kakinomoto, una linea illegittima del clan Kasuga, che si definiva discendente dell'imperatore Kōshō, secondo lo Shinsen Shōjiroku, il nome del clan deriva dall'albero di cachi (kaki) che cresceva sulla loro terra durante il regno dell'imperatore Bidatsu.
La sua carriera è sconosciuta, l'unica fonte esistente sono le poesie nel Man'yōshū, la prefazione scritta in caratteri cinesi e le annotazioni a sinistra allegate ad esse. In generale, si ritiene che sia entrato al servizio della Corte Imperiale nel 680 (Man'yōshū volume 10, l'annotazione a sinistra del 2033), e di solito si suggerisce che abbia iniziato la sua attività di poeta nel nono anno del regno dell'imperatore Tenmu e fiorì durante il regno dell'imperatrice Jitō. Tuttavia, si ritiene che abbia anche servito la corte di Ōmi perché ha composto un'elegia in lutto per la morte di una dama di corte che ha servito la corte di Omi. Hitomaro è stato attivo come poeta di corte durante i regni dell'imperatrice Jitō e dell'imperatore Monmu. Nel quarto mese del 689, il principe ereditario Kusakabe morì e Hitomaro compose un'elegia per commemorare il principe. Compose anche un'elegia per la principessa Asuka, che morì nel quarto mese del 700, e una poesia che commemorava una visita imperiale nella provincia di Kii.
La sua composizione poetica fiorì durante il periodo in cui fu attiva l'imperatrice Jitō (sia durante il suo regno che dopo il suo ritiro) ed ha composto poesie per numerosi membri della famiglia imperiale. Apparentemente ha composto poesie nella provincia di Yamato (sua casa), nella provincia di Yamashiro e provincia di Ōmi a nord, provincia di Kii a sud, Shikoku, Kyūshū e il mare interno di Seto a ovest, nonché provincia di Iwami a nord-ovest.
Quando raggiunse l'età di cinquant'anni, fu assegnato a un ufficio nella provincia di Iwami, ora parte occidentale della prefettura di Shimane, dove raggiunse il sesto rango o uno minore e dove si crede morì. L'ordine delle poesie e delle loro intestazioni, nel volume 2 del Man'yōshū, e poiché non è sopravvissuto alcun poema che sia stato sicuramente composto nel tardo periodo in cui la capitale era a Fujiwara-kyō (la capitale imperiale del Giappone per 16 anni tra il 694 e il 710) o dopo il trasferimento della capitale a Heijō-kyō (l'antica capitale del Giappone nell'odierna Nara), si ritiene che sia morto prima del trasferimento della capitale a Heijō-kyō.

## Poesia
Hitomaro rappresenta il personaggio ideale del funzionario di corte e anche di poeta, la maggior parte delle sue poesie sono databili nell'ultimo decennio circa del settimo secolo.
Ha prodotto poesia sia brevi sia lunghe.
La poesia breve Tanka raggiunge il massimo livello proprio con Hitomaro.
Le sue poesie rispecchiano sempre i suoi sentimenti nella vita pubblica.
Accanto alla sua funzione di cantore della Famiglia Imperiale c'è anche il suo amore per le donne, tema ricorrente nelle sue opere.
Hitomaro è famoso per le sue poesie elogiative riguardo al sistema imperiale ma anche per le poesie d'amore molto passionali.
Si tratta di un amore molto concreto e pieno di immagini esplicite.
Apparentemente ha lasciato una collezione privata, il cosiddetto Kakinomoto no Ason Hitomaro Kashū, che però non sopravvive come opera indipendente ma è stata ampiamente citata dai compilatori del Man'yōshū. Circa 248 sue poesie sono state incluse nelle raccolte imperiali di poesie waka a partire dal Kokinwakashū (7 poesie).
Diciannove chōka (poemi lunghi) e 75 tanka (brevi poemi) gli sono attribuiti nel Man'yōshū. Tutti si trovano nei primi quattro libri della raccolta. Di questi, sei chōka e 29 tanka sono classificati come zōka (poesie varie), tre chōka e 13 tanka come sōmon (scambi reciproci di poesie d'amore), e nove chōka e 25 tanka come banka (elegie). Il suo stile poetico raffinato usa tecniche come makura kotoba (parole di cuscino), jokotoba (parole introduttive) e rime. Ha anche composto una poesia relativa al kotodama

### Stile

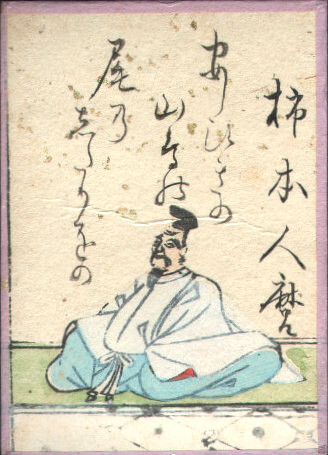
Kakinomoto no Hitomaro (da Ogura Hyakunin Isshu)

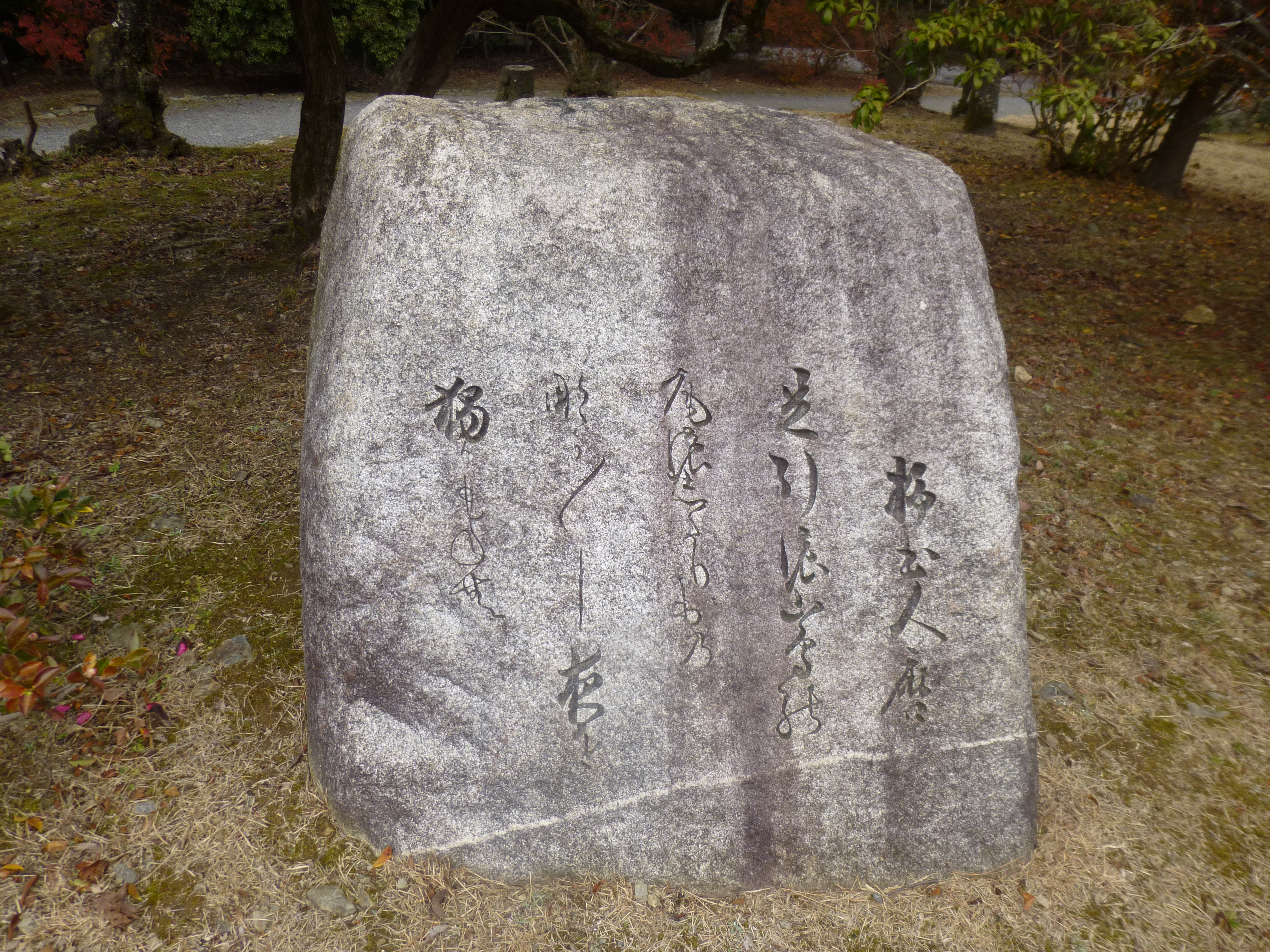
Il contributo di Hitomaro allOgura Hyakunin isshu commemorato in un'iscrizione vicino al Monte Ogura, Kyoto

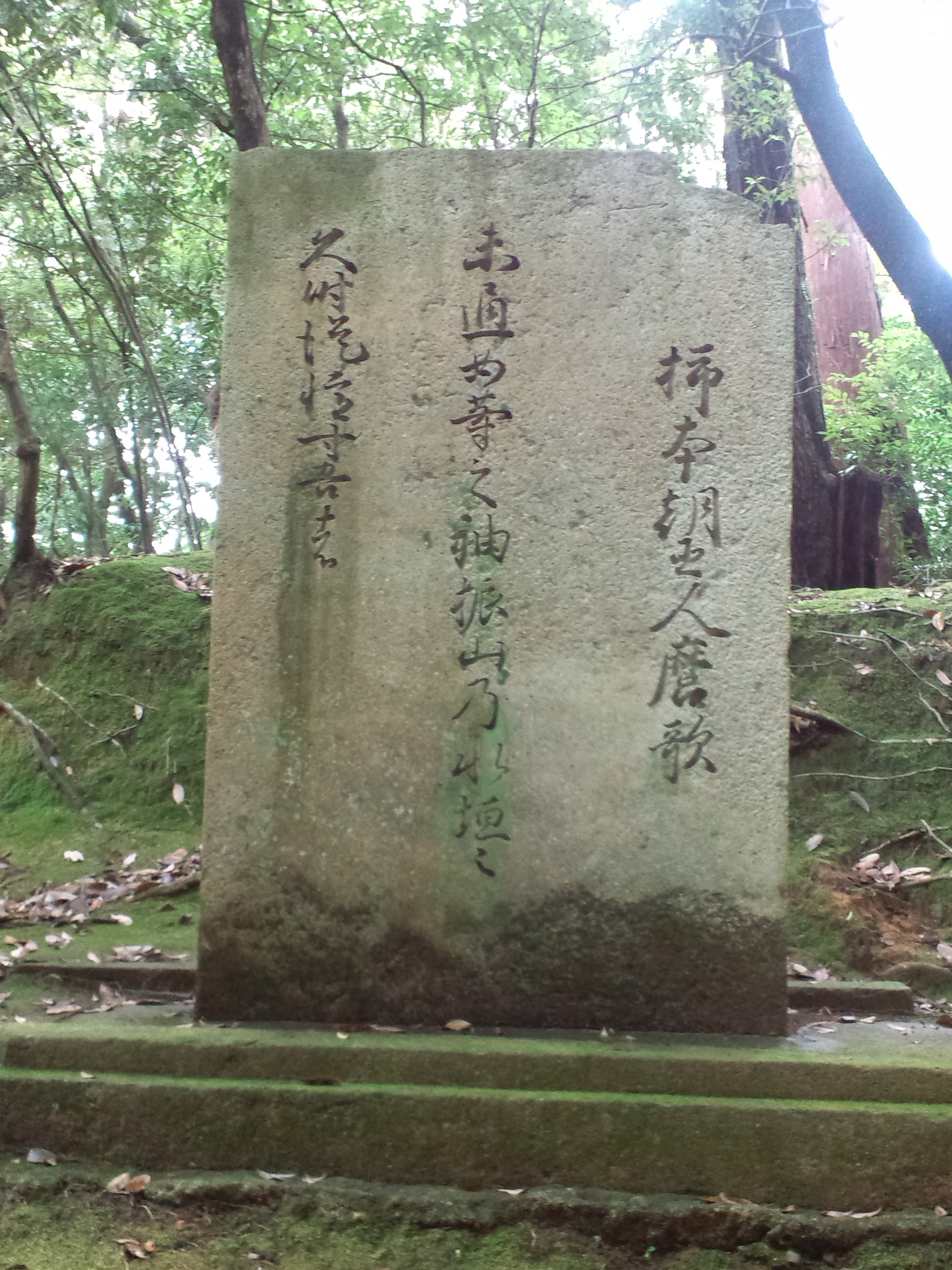
Monumento a Kakinomoto no Hitomaro (città di Tenri, prefettura di Nara, santuario Isonokami)

Hitomaro è noto per le sue solenni e dolenti elegie dei membri della famiglia imperiale, che descriveva nei suoi poemi aulici come "dèi" e "figli del sole". Ha incorporato elementi della mitologia nazionale visti nel Kojiki e nel Nihon shoki e nella narrativa storica nella sua poesia.
Per quanto riguarda le poesie d'amore, ha lasciato poesie chōka per diverse donne, e si pensava che avesse avuto molte mogli e concubine in passato, ma teorie recenti generalmente affermano che compose queste poesie come storie d'amore, non sulla base di sue vere esperienze di vita.
Nella poesia sottostante, makura kotoba e jokotoba sono usati liberamente e con abilità, questa poesia appare nello Hyakunin isshu. Tuttavia, c'è una poesia simile tra quelle presenti nel Manyoshu (volume 12, 2802), ma non c'è alcuna prova certa che sia stata composta da Hitomaro. Poiché anche lo Shūi Wakashū contiene questa poesia, è probabile che il poema di Hitomaro sia stato imitato, come lo sono molte delle poesie di Hitomaro nel periodo Heian e successivamente:
| Man'yōgana                                     | Hiragana                                                       | Rōmaji                                                                           | Traduzione |
| ---------------------------------------------- | -------------------------------------------------------------- | -------------------------------------------------------------------------------- | --- |
| 足日木乃 山鳥之尾乃 四垂尾之 長永夜乎 一鴨將宿 | あしびきの 山鳥の尾の しだり尾の ながながし夜を ひとりかも寝む | Ashibiki no yamadori no o no shi dari o no naganaga shi yoru o hitori kamo ne mu | Come la lunga coda cadente di un uccello di montagna che dorme da solo attraverso la valle di notte, dormirò da solo durante questa lunga, lunga notte |

Nella sua prefazione giapponese al Kokinwakashū del X secolo, Ki no Tsurayuki si riferiva a Hitomaro come Uta no Hijiri ("Santo della poesia") pari a Yamabe no Akahito del periodo Yamato. Lo status di divinità di Hitomaro continuò a crescere nei periodi Kamakura e Muromachi. Poeti moderni come Masaoka Shiki e Mokichi Saitō lo considerano uno dei più grandi poeti della letteratura giapponese.
Ad Akashi nella prefettura di Hyōgo, fu eretto un santuario shintoista per adorare il kami di Kakinomoto, Hitomaru Eigu, un'antica credenza Heian secondo cui lo spirito di Hitomaro si sarebbe riposato ad Akashi, un'area che Hitomaro probabilmente visitò più volte. La sua tomba ospita ogni anno un waka a lui dedicato.

## Il mistero di Hitomaro

### Informazioni sul rango
Come accennato in precedenza, non ci sono registrazioni di Hitomaro in nessun libro di storia e la sua vita è considerata un mistero. Nel periodo pre-medievale, il manajo (una prefazione scritta in cinese) del Kokinwakashū lo descriveva come Kakinomoto no taifu, indicando con il termine taifu che appartenesse al quinto rango o superiore, e nel kanajo (una prefazione scritta in kana) lo descrive come oki mitsu no kurai, cioè Shōsanmi (Terzo Rango Senior). Oltre a ciò, considerata la sua opera di composizione di inni per la famiglia imperiale ed elegie per principi e principesse e l'importanza di tale opera, doveva essere un alto funzionario.
Gli studiosi del periodo Edo Keichū e Kamo no Mabuchi tendevano a credere che, sulla base di materiali storici, Hitomaro avesse concluso la sua vita come funzionario subordinato di sesto grado o inferiore, per i seguenti motivi:
- I risultati di coloro che avevano ranghi di Quinto Grado o superiore dovevano essere presenti nei registri di storia ufficiale, ma il nome di Hitomaro non compare in nessuno di essi.
- Secondo il codice Ritsuryō, quando muore un nobile di corte di terzo rango o superiore, la morte è detta 薨?, (miso, morte di un nobile...), se è classificato come quarto o quinto grado 卒?, (sotsu, morte di un nobile...) e se è classificato come sesto o inferiore, dovrebbe essere scritto come 死?, (shi, morte). Tuttavia, nella prefazione di una poesia nel Man'yōshū sulla morte di Hitomaro, è registrata come '死'.

### Luogo della morte
Anche il luogo della sua morte è sconosciuto. L'attuale città di Masuda nella prefettura di Shimane (provincia di Iwami) è considerata un probabile candidato. Quel luogo, in quanto luogo della morte di Hitomaro, è considerato un dato di fatto tra la gente del posto, che mostra il suo elogio attraverso il Santuario Kakinomoto-jinja. Tuttavia, il luogo più probabile in cui Hitomaru è morto è l'isola di Kamoshima, che si dice si trovasse al largo della costa della città di Masuda, ma l'isola di Kamoshima oggi non esiste più, pertanto, è stata trasmessa alle generazioni successive come la leggenda dell'isola di Kamoshima. Si dice che il luogo in cui si ritiene sia esistita l'isola di Kamoshima sia stato sommerso nel periodo medievale a causa di un terremoto (il terremoto del Manju) e uno tsunami. Il rapporto tra questa leggenda e il luogo della morte di Hitomaro fa tutto parte della tradizione, e le teorie che indicano diversi luoghi della prefettura si intrecciano e rimangono nei limiti della leggenda.

## Santuari
Santuari e piccoli santuari dedicati a Hitomaro come dio furono costruiti in vari luoghi. Il Santuario Takatsu Kakinomoto e il Santuario Kakinomoto ad Akashi sono i più famosi.